# ستورمي ديلارفيري
كانت ستورمي ديلارفيري (24 ديسمبر 1920-24 مايو 2014) امرأة أمريكية عُرِفت بالمثلية المسترجلة. كان شجارها مع الشرطة، وفقًا لها وللعديد من شهود العيان، الشرارة التي أشعلت أعمال شغب ستونوول، مما دفع الحشد إلى الانتفاضة. وُلِدت ديلارفيري في نيو أورلينز لأم أميركية من أصل أفريقي وأب أبيض. تُذكر ديلارفيري على أنها رمز للحقوق المدنية المثلية، وفنانة قدمت عروضها واستضافت عروضًا أخرى في مسرح أبولو وقاعة راديو سيتي للموسيقى. عملت معظم حياتها كمقدمة مناسبات، ومغنية، وحارسة أبواب، وحارسة شخصية، وعاملة دورية متطوعة في الشوارع، و«وصية للمثليات في غرينويتش فيليدج». عُرِفت باسم «روزا باركس مجتمع الميم».

## قبل ستونوول
كان والد ديلارفيري أبيض البشرة، وكانت والدتها أمريكية من أصل أفريقي عملت خادمة لعائلة زوجها. قالت ديلارفيري أنها لم تُمنح أبدًا شهادة ميلاد، ولم تكن متأكدة من تاريخ ميلادها الفعلي. احتفلت بعيد ميلادها في 24 ديسمبر.
واجهت ديلارفيري تنمرًا ومضايقة خلال طفولتها. ركبت خيول القفز مع سيرك الإخوة رنجلنج عندما كانت مراهقة. توقفت عن ركوب الخيل بعد سقوطها وإصابتها. أدركت ديلارفيري أنها كانت مثلية عند اقترابها من سن الثامنة عشر.
عاشت شريكتها، الراقصة ديانا، معها حوالي 25 عامًا حتى توفيت ديانا في سبعينيات القرن الماضي. قالت صديقتها ليزا كانيستراسي أن ديلارفيري حملت معها صورة ديانا في جميع الأوقات.

## مسرحية صندوق الجوهرة
انطلقت ديلارفيري منذ عام 1955 حتى عام 1969 بجولة في حلبة المسرح الأسود باعتبارها مقدمة الحدث (والممثلة الوحيدة التي ترتدي ملابس رجل) في مسرحية صندوق الجوهرة، وهي أول مسرحية عرقية متكاملة في أمريكا الشمالية. عُرِضت المسرحية بشكل دوري في مسرح أبولو في هارلم، وحضر جمهور مختلط الأعراق، وهو أمر كان ما يزال نادرًا خلال حقبة الفصل العنصري في الولايات المتحدة. أدت ديلارفيري دور الباريتون.
حاول الجمهور تخمين هوية تلك الفتاة أثناء العروض، إذ كشفت عن نفسها في النهاية بأنها امرأة خلال مقطوعة موسيقية تُدعى «مفاجأة مع أغنية». ارتدت ديلارفيري في كثير من الأحيان البدلات المفصلة والشوارب أحيانًا، مما جعلها «غير معروفة» لأعضاء الجمهور. استمدت إلهامها كمغنية من دينا واشنطن وبيلي هوليدي (وكلاهما كانت تعرفهما شخصيًا). كان هناك عدد قليل جدًا من النساء اللواتي يرتدن ثياب رجال خلال العروض في هذه الحقبة؛ إذ أصبح أسلوبها الفريد في هذه العروض والعروض الساخرة الأخرى مشهورًا ومؤثرًا، ومن المعروف الآن أنها شكلت سابقة تاريخية.
أصدرت ميشيل باركرسون في عام 1987 الجزء الأول من فيلم ستورمي: سيدة صندوق الجوهرة، والذي يتحدث عن ديلارفيري ووقتها في المسرح.

## التأثير على الموضة
تمكنت ديلارفيري من الظهور كما تريد (رجلًا أو امرأة، سوداء أو بيضاء) بفضل خبرتها المسرحية في الأزياء والأداء والمكياج. أبهرت بحضورها المذهل والوسيم والثنائي الجنس خارج الكواليس، وألهمت مثليات أخريات لتبني ما كان يُعتبر في السابق ملابس «للرجال» كملابس يومية. صورتها الفنانة الشهيرة ديان أربوس، بالإضافة إلى أصدقاء ومحبين آخرين في مجتمع الفنون، مرتدية بدلات رسمية وقبعات «للرجال». تُعتبر الآن ذات تأثير على أزياء النساء غير المتوافقة مع النوع الاجتماعي قبل عقود من تقبل ارتداء الملابس التي تصلح لكلا الجنسين.